# Good News on a Bad Day
Good News on a Bad Day é o quinto álbum de estúdio do cantor alemão Sasha, lançado a 27 de fevereiro de 2009.

## Faixas[1]
1. "Please Please Please"
2. "There She Goes"
3. "Good News on a Bad Day"
4. "Growing Egos"
5. "Why did You Call"
6. "15 Minutes Older"
7. "Lipstick on the Mirror"
8. "High & Low"
9. "Read my Mind"
10. "Everybody's Fool"
11. "Life Designer"
12. "Wide Awake"

## Paradas
| Parada (2009)      | Posição |
| ------------------ | ------- |
| Áustria            | 18      |
| Swiss Music Charts | 33      |